# Krasobruslení na Zimních olympijských hrách 2022
Soutěže v krasobruslení na Zimních olympijských hrách 2022 proběhly od 4. do 20. února 2022 ve sportovní hale Capital Indoor Stadium v Pekingu.

## Program
Plánovaný program soutěží dle oficiálních stránek.
Finále soutěží jsou vyznačeny tučně.
| Den    | Datum          | Zahájení (UTC+8) | Zahájení (SEČ) | Soutěž                                               |
| ------ | -------------- | ---------------- | -------------- | ---------------------------------------------------- |
| den 3  | 4. února 2022  | 10:02            | 03:02          | smíšená družstva – krátký program mužů               |
| den 3  | 4. února 2022  | 11:41            | 04:41          | smíšená družstva – krátký program tanečních párů     |
| den 3  | 4. února 2022  | 13:22            | 06:22          | smíšená družstva – krátký program sportovních dvojic |
| den 5  | 6. února 2022  | 09:37            | 02:37          | smíšená družstva – krátký program žen                |
| den 5  | 6. února 2022  | 11:57            | 04:57          | smíšená družstva – volné jízdy sportovních dvojic    |
| den 6  | 7. února 2022  | 09:22            | 02:22          | smíšená družstva – volné jízdy mužů                  |
| den 6  | 7. února 2022  | 10:31            | 03:31          | smíšená družstva – volné jízdy tanečních párů        |
| den 6  | 7. února 2022  | 11:37            | 04:37          | smíšená družstva – volné jízdy žen                   |
| den 7  | 8. února 2022  | 09:22            | 02:22          | krátký program mužů                                  |
| den 9  | 10. února 2022 | 09:38            | 02:38          | volné jízdy mužů                                     |
| den 11 | 12. února 2022 | 19:07            | 12:07          | krátký program tanečních párů                        |
| den 13 | 14. února 2022 | 09:22            | 02:22          | volné jízdy tanečních párů                           |
| den 14 | 15. února 2022 | 18:08            | 11:08          | krátký program žen                                   |
| den 16 | 17. února 2022 | 18:08            | 11:08          | volné jízdy žen                                      |
| den 17 | 18. února 2022 | 18:38            | 11:38          | krátký program sportovních dvojic                    |
| den 18 | 19. února 2022 | 19:08            | 12:08          | volné jízdy sportovních dvojic                       |
| den 19 | 20. února 2022 | 12:00            | 05:00          | gala exhibice                                        |

## Medailové pořadí zemí
| Pořadí | Země                         | Zlato | Stříbro | Bronz | Celkově |
| ------ | ---------------------------- | ----- | ------- | ----- | ------- |
| 1.     | Spojené státy americké (USA) | 2     | 0       | 1     | 3       |
| 2.     | Sportovci ROV (ROC)          | 1     | 3       | 2     | 6       |
| 3.     | Francie (FRA)                | 1     | 0       | 0     | 1       |
| 3.     | Čína (CHN)                   | 1     | 0       | 0     | 1       |
| 5.     | Japonsko (JPN)               | 0     | 2       | 2     | 4       |
|        | Celkem                       | 5     | 5       | 5     | 15      |

## Medailisté

### Muži
| Disciplína | Zlato                                      | Výkon  | Stříbro                        | Výkon  | Bronz                      | Výkon  |
| ---------- | ------------------------------------------ | ------ | ------------------------------ | ------ | -------------------------- | ------ |
| muži       | Nathan Chen · Spojené státy americké (USA) | 332,60 | Yuma Kagiyama · Japonsko (JPN) | 310,05 | Shoma Uno · Japonsko (JPN) | 293,00 |

### Ženy
| Disciplína | Zlato                                   | Výkon  | Stříbro                                   | Výkon  | Bronz                           | Výkon  |
| ---------- | --------------------------------------- | ------ | ----------------------------------------- | ------ | ------------------------------- | ------ |
| ženy       | Anna Ščerbakovová · Sportovci ROV (ROC) | 255,95 | Alexandra Trusovová · Sportovci ROV (ROC) | 251,73 | Kaori Sakamoto · Japonsko (JPN) | 233,13 |

### Smíšené soutěže
| Disciplína        | Zlato | Výkon  | Stříbro | Výkon  | Bronz | Výkon  |
| ----------------- | --- | ------ | --- | ------ | --- | ------ |
| taneční páry      | Francie (FRA) · Gabriella Papadakisová · Guillaume Cizeron | 226,98 | Sportovci ROV (ROC) · Viktorija Sinicinová · Nikita Kacalapov                                                                                               | 220,51 | Spojené státy americké (USA) · Madison Hubbell · Zachary Donahue                                                                              | 218,02 |
| sportovní dvojice | Čína (CHN) · Suej Wen-ťing · Chan Cchung | 239,88 | Sportovci ROV (ROC) · Jevgenija Tarasovová · Vladimir Morozov                                                                                               | 239,25 | Sportovci ROV (ROC) · Anastasia Mišinová · Alexandr Galljamov                                                                                 | 237,71 |
| smíšená družstva  | Spojené státy americké (USA) · Nathan Chen† · Vincent Zhou‡ · Karen Chenová · Alexa Knierimová · Brandon Frazier · Madison Hubbellová† · Zachary Donohue† · Madison Chocková‡ · Evan Bates‡ | 65     | Japonsko (JPN) · Shoma Uno† · Yuma Kagiyama‡ · Wakaba Higuchiová† · Kaori Sakamotová‡ · Riku Miuraová · Ryuichi Kihara · Misato Komatsubaraová · Tim Koleto | 63     | Sportovci ROV (ROC) · Mark Kondratjuk · Kamila Valijevová · Anastasia Mišinová · Alexandr Galljamov · Viktorija Sinicinová · Nikita Kacalapov | 74 54  |

Poznámky
- † sportovec / sportovci soutěžící pouze v krátkém programu / tanci.
- ‡ sportovec soutěží pouze v dlouhém programu / tanci.